# Horní Kamenice
Horní Kamenice (en allemand : Ober Kamenzen) est une commune du district de Plzeň-Sud, dans la région de Plzeň, en République tchèque. Sa population s'élevait à 241 habitants en 2017.

## Géographie
Horní Kamenice se trouve à 3 km au sud de Holýšov, à 19 km au nord-est de Domažlice, à 28 km au sud-ouest de Plzeň et à 112 km à l'ouest-sud-ouest de Prague.
La commune est limitée par Holýšov au nord et à l'est, et par Staňkov au sud et à l'ouest.

## Histoire
La première mention écrite de la localité date de 1115.
Le 1er janvier 2021, la commune a été séparée du district de Domažlice et réunie au district de Plzeň-Sud.